# Shuizhulin (sockenhuvudort i Kina, Yunnan Sheng, lat 27,94, long 103,67)
Shuizhulin är en sockenhuvudort i Kina. Den ligger i provinsen Yunnan, i den sydvästra delen av landet, omkring 330 kilometer norr om provinshuvudstaden Kunming. Antalet invånare är 7 216. Befolkningen består av 3 237 kvinnor och 3 979 män. Barn under 15 år utgör 23,0 %, vuxna 15-64 år 67 %, och äldre över 65 år 8,0 %.
Runt Shuizhulin är det ganska tätbefolkat, med 149 invånare per kvadratkilometer. Det finns inga andra samhällen i närheten. I omgivningarna runt Shuizhulin växer i huvudsak blandskog.
Genomsnittlig årsnederbörd är 1 115 millimeter. Den regnigaste månaden är juli, med i genomsnitt 281 mm nederbörd, och den torraste är december, med 7 mm nederbörd.